# 熊田花蛛
熊田花蛛（学名：Misumenops kumadai）为蟹蛛科花蛛属的动物。分布于日本、朝鲜以及中国大陆的辽宁等地，常见于林缘地面以及草丛。该物种的模式产地在日本。